# Épizone

Diagramme des champs des différents faciès métamorphiques en fonction des conditions de température et de pression.

L’épizone  est la zone de faible degré du métamorphisme régional. Elle correspond généralement aux conditions du faciès schistes verts. Sa limite inférieure est celle du passage des conditions de la diagenèse vers celles du métamorphisme, correspondant à la cristallisation de l'illite (entre 250 et 300 °C). Sa limite supérieure correspond à l'isograde d'apparition de la biotite, situé vers 500 °C.

## Métamorphisme et pétrographie
L'épizone est le siège d'un métamorphisme à température modérée. Le métamorphisme d'une argile après un long processus sous l'action de la pression et de la température finit par créer un feuilletage régulier en plans parallèles aboutissant à la formation de roches métamorphiques comme les schistes verts ou l'ardoise. 